# Ace (band)
Ace was een Britse rockband die in de jaren zeventig bescheiden succes had.
De band werd gevormd in december 1972 en heette oorspronkelijk Ace Flash and the Dynamos; de naam werd al snel afgekort tot Ace.

## Geschiedenis
De band bestond in het begin uit:
- Paul Carrack (keyboards, zang)
- Alan "Bam" King (gitaar, zang)
- Phil Harris (gitaar, zang)
- Terry "Tex" Comer (basgitaar)
- Steve Witherington (drums)

De leden waren allen afkomstig van verschillende andere bekende bands. Carrack en Comer kwamen van Warm Dust, en King van Mighty Baby, wiens voorganger de hooggewaardeerde band The Action was. Ace werd een geliefde Britse band met hun funky popmuziek.
Nog voor de opnames van hun eerste album werd Witherington vervangen door ex-Bees Make Honey drummer Fran Byrne. Het album, Five-a-side, was een gedenkwaardig debuut. Het nummer How long werd een enorme hit in Engeland, die zij hierna nooit meer evenaarden. Het was een perfect in elkaar gestoken popsong met een hypnotische bas introductie, "geleend" van Travelling song door Pentangle, gevolgd door Carracks elektrische piano. De eenvoudige tekst over ontrouw kreeg de aandacht van het publiek en het werd een top 20 hit in Engeland en het behaalde de nummer-3 positie in de hitlijst van de Verenigde Staten.
De band vertrok uiteindelijk naar de VS maar werd ontbonden in juli 1977 toen de meeste van de overgebleven leden naar Frankie Millers band gingen.
Van de leden van de band verwierf Carrack hierna het meeste succes, eerst spelend in Eric Claptons band, vervolgens in Squeeze, en uiteindelijk bij Mike and the Mechanics. Carrack nam How long opnieuw op en dit werd in Engeland opnieuw een hit in 1996.

## Discografie
Omdat de albums al lange tijd niet meer verkrijgbaar zijn een overzicht:
- 1974: Five-a-side
- 1975: Time for another ( I think it's gonna last (Carrack); I'm a man (Ace); Tongue tied (Comer); Does it hurt you (King); Message to you (Harris); No future in your eyes (Carrack/Ace); This is what you find (King/Ace); You can't lose (Harris/Comer/Byrne); Sail on my brother (Carrack); Ain't gonna stand for this no more (Ace))
- 1976: No strings = (Rock and roll singer (Carrack/Comer); You're all that I need (Carrack); Crazy world (King); I'm not takin' it out on you (Carrack); Movin' (Carrack/Woodhead); Let's hang on (Carrack); Why did you leave me (Comer); Found out the hard way (Carrack/Woodhead); C'est la vie (Carrack))

## Hitnoteringen

### Albums
| Album met eventuele hitnotering(en) in de Nederlandse Album Top 100 | Datum van verschijnen | Datum van binnenkomst | Hoogste positie | Aantal weken | Opmerkingen |
| ------------------------------------------------------------------- | --------------------- | --------------------- | --------------- | ------------ | ----------- |
| Five-a-side                                                         | 1974                  | -                     |                 |              |             |
| Time for another                                                    | 1975                  | -                     |                 |              |             |
| No Strings                                                          | 1976                  | -                     |                 |              |             |

### Singles
| Single met eventuele hitnotering(en) in de Nederlandse Top 40 | Datum van verschijnen | Datum van binnenkomst | Hoogste positie | Aantal weken | Opmerkingen |
| ------------------------------------------------------------- | --------------------- | --------------------- | --------------- | ------------ | ----------- |
| How long                                                      | 1974                  | 16-11-1974            | tip4            | -            |             |
| I ain't gonna stand for this no more                          | 1975                  | 26-04-1975            | tip13           | -            |             |

### NPO Radio 2 Top 2000
| Nummer met noteringen in de NPO Radio 2 Top 2000 | '99  | '00 | '01  | '02  | '03  | '04  | '05-'06 | '07  | '08  |
| ------------------------------------------------ | ---- | --- | ---- | ---- | ---- | ---- | ------- | ---- | ---- |
| How Long                                         | 1126 | -   | 1041 | 1119 | 1439 | 1759 | -       | 1673 | 1968 |

1. ↑  Een '-' betekent dat het nummer niet was genoteerd en een vetgedrukt getal geeft de hoogste notering aan.
2. ↑  Deze tabel is bijgewerkt tot en met de laatste editie (2024).